# Skovkogleaks
Skovkogleaks (Scirpus sylvaticus), ofte skrevet skov-kogleaks, er en flerårig, urteagtig plante med uregelmæssig, opret vækst.

## Kendetegn
Skovkogleaks er en flerårig, urteagtig plante, som kan forveksles med en græsart. Væksten er uregelmæssig, opret og med tiden tæppedannende. Stænglerne er runde i tværsnit forneden, mens de er trekantede foroven. Bladene er spredtstillede, linjeformede og ru langs randen. Begge bladsider er græsgrønne. Blomstringen foregår i juni-juli, hvor man finder blomsterne samlet i aks, der danner en stor, endestillet stand. De enkelte blomster er 3-tallige og regelmæssige med brune blosterblade. Frugterne er nødder.
Rodsystemet består af en krybende jordstængel og et stort antal grove trævlerødder.
Tuens blade når en højde på ca. 100 cm, mens de blomstrende skud rager ca. 25 cm højere op. I diameter er den enkelte plante ca. 30 cm, men det kan være svært at skelne den ene fra den anden, da de formerer sig ved hjælp af jordstænglens vækst.

## Hjemsted
Skovkogleaks hører naturligt hjemme i Lilleasien, Kaukasus, Centralasien, Sibirien, russisk fjernøsten, Kina, Korea og Japan. I Europa findes den næsten overalt, og i Danmark findes den flere steder på Øerne og i Østjylland. Arten er knyttet til let skyggede til fuldt skyggede løvskove med en vedvarende, fugtig jordbund. I kommunen Grzmiąca, der er en del af distriktet Szczecinek og dermed af provinsen Zachodniopomorskie, (nordvestligste Polen), består jordbunden af stenholdig moræne. Her findes mange vandløb, søer og damme. På bredden ved et mindre vandhul vokser arten sammen med bl.a. kattehale, sværtevæld, engforglemmigej, knopsiv, kragefod, kærmysse, kærtidsel, lodden dueurt, mannasødgræs og flere arter af Pindsvineknop

## Galleri
|  |  |  |  |

## Note
1. ↑  Elżbieta Kalisińska, Agnieszka Popiela og Marek Kalisiński: Herpeto-, avifauna and flora of small water bodies in the commune of Grzmiąca (the Drawsko Lakeland, Pomerania, Poland) Arkiveret 12. juni 2007 hos  Wayback Machine – oversigter over de vigtigste vegetationsformer på stedet (engelsk)